# Riverfront Stadium
Riverfront Stadium – nieistniejący stadion  w Cincinnati w stanie Ohio, na którym swoje mecze rozgrywały zespoły Cincinnati Reds z Major League Baseball oraz Cincinnati Bengals z National Football League. Arena Meczu Gwiazd MLB w 1970 i 1988 roku.
Budowę obiektu rozpoczęto 1 lutego 1968, a pierwszy mecz odbył się 30 czerwca 1970, w którym Cincinnati Reds podejmowali Atlanta Braves. Dwa tygodnie później na Riverfront Stadium miał miejsce 41. Mecz Gwiazd ligi MLB, w którym zwycięskiego runa zdobył w drugiej połowie dwunastej zmiany zawodnik miejscowej drużyny Pete Rose po kolizji z łapaczem AL-All Star Team Rayem Fosse. Inauguracyjny mecz futbolu amerykańskiego odbył się 20 września 1970, kiedy Cincinnati Bengals zagrali z Oakland Raiders, a na trybunach zasiadło ponad 60 tysięcy widzów.
10 stycznia 1982 mecz o mistrzostwo American Football Conference Cincinnati Bengals – San Diego Chargers odbył się w temperaturze –23 °C, jednak zanotowano wówczas rekordową w historii NFL temperaturę odczuwalną, która wyniosła –51 °C. Spotkanie to znane jest pod nazwą Freezer Bowl. W 1997 ze względów sponsorskich stadion zmienił nazwę na Cinergy Field.
Ostatni mecz Bengals rozegrali 12 grudnia 1999, po czym przenieśli się na nowy obiekt Paul Brown Stadium. Reds domowe mecze na Cinergy Field/Riverfront Stadium rozgrywali do końca sezonu 2002, zaś 29 grudnia 2002 stadion zburzono, a nieopodal zbudowano nowy Great American Ball Park.